# 顺德路
顺德路，元朝时设置的路。
至元二年（1265年）改顺德府置，治所在邢台县（今河北省邢台市）。辖境相当今河北省太行山以东，内丘、隆尧以南，巨鹿、广宗以西，沙河、南和以北地。明朝洪武元年（1368年）复为府。
辖9县：邢台县、内丘县、沙河县、唐山县、任县、南和县、钜鹿县、平乡县、广宗县。